# Kanton La Trinité-Porhoët
Kanton La Trinité-Porhoët (francouzsky Canton de La Trinité-Porhoët) je francouzský kanton v departementu Morbihan v regionu Bretaň. Tvoří ho šest obcí.

## Obce kantonu
- Évriguet
- Guilliers
- Ménéac
- Mohon
- Saint-Malo-des-Trois-Fontaines
- La Trinité-Porhoët